# Lex causae
Als lex causae (lat. etwa ‚das auf den Einzelfall anwendbare Recht‘) bezeichnet man im Internationalen Privatrecht das Recht, das gemäß den Kollisionsnormen in der Sache selbst maßgebend ist. Der Begriff lex fori (lat. ‚Recht des Gerichtsortes‘) bezeichnet dagegen das am Ort des angerufenen Gerichts geltende Recht.
Wenn ein Richter mit einer Rechtssache mit internationalem Bezug befasst ist, hat er durch Qualifikation zu ermitteln, welches Recht in diesem Fall anzuwenden ist. Unter bestimmten Voraussetzungen ist dies die lex fori. Üblicherweise ist die lex fori für Verfahrensfragen maßgebend, unabhängig von der sachlich maßgebenden lex causae.